# Vestito rosso
Vestito rosso è un singolo del cantautore italiano Maninni, pubblicato il 14 maggio 2021.

## Descrizione
Il brano è scritto e composto dallo stesso cantautore con Diego Calvetti, che ha anche curato la produzione e racconta la fantasia di un ragazzo che immagina di innamorarsi di una ragazza che indossa un vestito rosso.

## Video musicale
Il video musicale, diretto da Riccardo Melon, è stato pubblicato il 27 maggio 2021 attraverso il canale YouTube del cantautore.

## Tracce
Testi e musiche di Alessio Mininni e Diego Calvetti.
1. Vestito rosso – 3:09